# Episodi di Ramar of the Jungle (seconda stagione)
La seconda stagione della serie televisiva Ramar of the Jungle è stata trasmessa in anteprima negli Stati Uniti d'America in syndication tra il 1953 e il 10 aprile 1954.
| nº | Titolo originale         | Titolo italiano | Prima TV USA     | Prima TV Italia |
| -- | ------------------------ | --------------- | ---------------- | --------------- |
| 1  | Evil Strangers           | inedito         | 1953             | inedito         |
| 2  | Dark Justice             | inedito         | 1953             | inedito         |
| 3  | Queen of Sidonis         | inedito         | 1953             | inedito         |
| 4  | The Tree of Death        | inedito         | 1953             | inedito         |
| 5  | Trail to Danger          | inedito         | 11 novembre 1953 | inedito         |
| 6  | Call to Danger           | inedito         | 21 novembre 1953 | inedito         |
| 7  | Idol Voo-Doo             | inedito         | 28 novembre 1953 | inedito         |
| 8  | King of the Watus        | inedito         | 4 dicembre 1953  | inedito         |
| 9  | Dark Venture             | inedito         | 12 dicembre 1953 | inedito         |
| 10 | The Lost Safari          | inedito         | 1953             | inedito         |
| 11 | The Sacred Monkey        | inedito         | 26 dicembre 1953 | inedito         |
| 12 | Blind Peril              | inedito         | 1953             | inedito         |
| 13 | Jungle Vengeance         | inedito         | 1953             | inedito         |
| 14 | The Devil's Soul         | inedito         | 16 gennaio 1954  | inedito         |
| 15 | Urn of Destiny           | inedito         | 23 gennaio 1954  | inedito         |
| 16 | The Hidden Treasure      | inedito         | 30 gennaio 1954  | inedito         |
| 17 | The Crocodile God of Kaa | inedito         | 6 febbraio 1954  | inedito         |
| 18 | The Tiger's Claw         | inedito         | 13 febbraio 1954 | inedito         |
| 19 | The Forbidden Village    | inedito         | 20 febbraio 1954 | inedito         |
| 20 | The Mystic Pawn          | inedito         | 27 febbraio 1954 | inedito         |
| 21 | The Bride of the Idol    | inedito         | 6 marzo 1954     | inedito         |
| 22 | The Road of No Return    | inedito         | 13 marzo 1954    | inedito         |
| 23 | Flower of Doom           | inedito         | 20 marzo 1954    | inedito         |
| 24 | Contraband               | inedito         | 27 marzo 1954    | inedito         |
| 25 | Jungle Terror            | inedito         | 3 aprile 1954    | inedito         |
| 26 | Striped Fury             | inedito         | 10 aprile 1954   | inedito         |